# Langeron
Langeron é uma comuna francesa na região administrativa de Borgonha-Franco-Condado, no departamento Nièvre. Estende-se por uma área de 19,75 km². Em 2010 a comuna tinha 372 habitantes (densidade: 18,8 hab./km²).